# Dáfni (Naupacte, Étolie-Acarnanie)
Pour les articles homonymes, voir Dafni (homonymie).
Dáfni (grec moderne : Δάφνη) est une localité située dans le dème de Naupactie, dans le district régional d'Étolie-Acarnanie, dans la périphérie de Grèce-Occidentale, en Grèce.
Selon le recensement de 2021, elle compte 215 habitants.